# Winnipeg Falcons

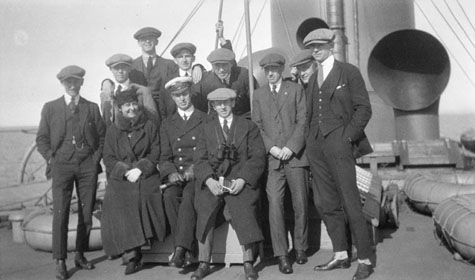
Winnipeg Falcons på väg till 1920 års Olympiska sommarspel.

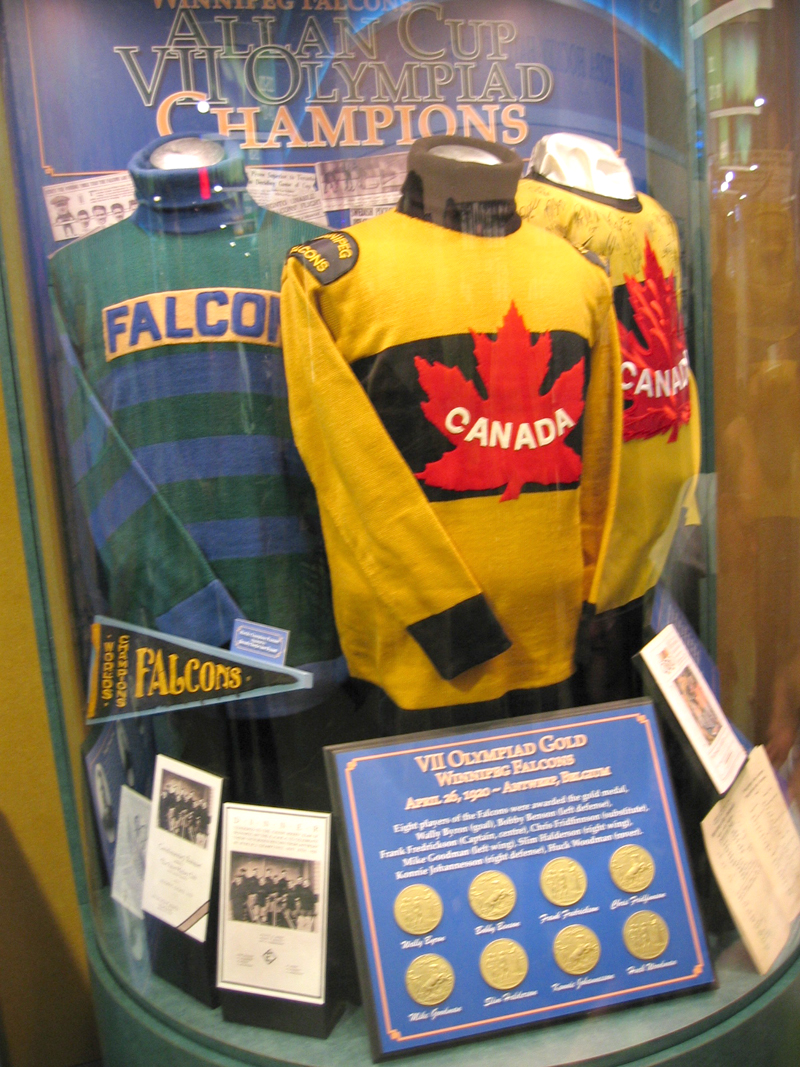
Winnipeg Falcons-föremål i en monter i MTS Centre.

Winnipeg Falcons var ett amatörlag i ishockey från Winnipeg i Manitoba aktivt åren 1909–1925. Falcons nådde sina största framgångar 1920 då laget vann Allan Cup samt OS-guld i form av Kanadas landslag.

## Historia
Winnipeg Falcons var ett lag bestående av spelare av nästan uteslutande isländsk bakgrund. Laget hade sina rötter i Icelandic Athletic Club som grundades 1898. Klubben utgjorde en liga med två lag som förutom IAC även bestod av Viking Hockey Club. 1908 slogs lagen samman och blev ett och samma lag.
Säsongen 1914–15 vann Falcons Manitoba Independent League och säsongen därefter spelade klubben i Winnipeg Senior League B. Säsongen 1919–20 var Falcons en del av Manitoba Hockey League tillsammans med Brandon Wheat Cities och Selkirk Fishermen. Falcons vann ligan och gavs därmed möjligheten att representera Västra Kanada i slutspelet om Allan Cup. Laget vann sedan Allan Cup efter det att University of Toronto besegrats i ett dubbelmöte med siffrorna 8-3 och 3-2 för en total målskillnad på 11-5.
1920 års Winnipeg Falcons representerade sedan Kanada under de Olympiska sommarspelen i Antwerpen, Belgien. Kanada besegrade Tjeckoslovakien i kvartsfinalen med 15-0, USA i semifinalen med 2-0 samt Sverige i matchen om guldmedalj med 12-1.

## Winnipeg Falcons – OS 1920
- Herbert "Hebbie" Axford, klubbpresident
- Vilhjalmur "Bill" Fridfinnson, sekreterare
- William Abraham "W.A." Hewitt, kanadensisk olympisk representant
- Gudmundur "Gordon" Sigurjonson, tränare

### Spelare
- Bobby Benson, vänsterback
- Walter Byron, målvakt
- Frank Fredrickson, center och lagkapten

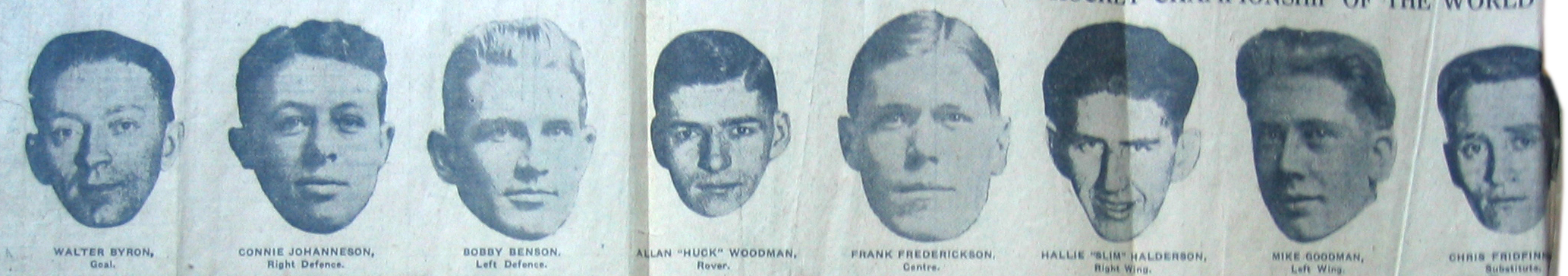
OS-laget 1920. Från vänster: Byron, Johannesson, Benson, Woodman, Fredrickson, Halderson, Goodman och Fridfinnson.

- Chris Fridfinnson, forward
- Magnus Goodman, vänsterforward
- Haldor Halderson, högerforward
- Konrad Johannesson, högerback
- Allan Woodman, forward